# Tomba di Nerone
Tomba di Nerone är Roms femtiotredje zon och har beteckningen Z. LIII. Zonen är uppkallad efter en grav som felaktigt påstås vara Neros. Zonen Tomba di Nerone bildades år 1961. 
Tomba di Nerone gränsar till La Giustiniana, Grottarossa, Tor di Quinto, Della Vittoria, Trionfale och Ottavia.

## Kyrkobyggnader
- Oratorio di Sant'Andrea Apostolo
- Sant'Andrea Apostolo
- San Bartolomeo Apostolo
- San Filippo Apostolo
- Nostra Signora di Fatima
- Sant'Andrea Avellino
- San Giuliano Martire

## Arkeologiska platser
- Villa di Casale Ghella
- Villa di Lucio Vero all'Acqua Traversa
- Villa in località Tomba di Nerone
- Villa della Muracciola
- Villa della Via Cassia
- Publius Vibius Marianus sarkofag, felaktigt benämnd Neros grav

## Övrigt
- Casale dell'Inviolatella Borghese
- Villa Manzoni
- Casa del Fascio
- Riserva naturale dell'Insugherata
- Fontanella dell'Emiciclo 41°57′54″N 12°26′39″Ö / 41.964955°N 12.444062°Ö

Fontän ritad av arkitekten Pietro Lombardi år 1929. Ursprungligen belägen på Piazza Scossacavalli, vilken revs under 1930-talet.
- Monumento ai caduti di tutte le guerre del Quartiere Tomba di Nerone, vid Via Cassia

## Bilder
| - Oratorio di Sant'Andrea Apostolo. - Sant'Andrea Apostolo. - San Filippo Apostolo. - San Giuliano Martire. |